# Ван Янь (гимнастка)
Ван Янь (кит. упр. 王妍, род. 30 октября 1999 года) — китайская гимнастка. Серебряный призёр чемпионата мира по спортивной гимнастике в командном первенстве, двукратная чемпионка Юношеских олимпийских игр (бревно и опорный прыжок) в Нанкине.

## 2013
Ван впервые приняла участие в чемпионате Китая по спортивной гимнастике в 2013 году, где заявила о себе как о потенциальном членом национальной команды Китая на международные соревнования, заняв четвёртое место на бревне, пятое в командном первенстве и десятое в многоборье. В этом же году, она приняла участие в Спартакиаде народов КНР, заняв четвёртое место в многоборье и в опорном прыжке, шестое в вольных упражнениях и восьмое в командном первенстве. На международных юношеских соревнованиях по спортивной гимнастике в Японии Ван выиграла серебро в многоборье и в опорном прыжке, бронзу на бревне, также она заняла пятое место на разновысоких брусьях.

## 2014
В апреле приняла участие в чемпионате Азии по спортивной гимнастике среди юниоров, проходившем в Ташкенте (Узбекистан), на котором она одержала победы в многоборье и в командном первенстве, выиграла серебро в вольных упражнениях, а также заняла четвёртое место в опорном прыжке. В мае на чемпионате Китая по спортивной гимнастике Ван выиграла золото в опорном прыжке и бронзу в многоборье и в вольных упражнениях. В командном первенстве она заняла седьмое место. В августе она представляла Китай на Летних юношеских Олимпийских играх в Нанкине (Китай). Во время соревнований в многоборье, Ван дважды упала, сначала на брусьях разной высоты, а затем на бревне. Но сильные программы в вольных упражнениях и в опорном прыжке, позволили ей занять четвёртое место в многоборье. В финалах на отдельных видах Ван выиграла два золота (опорный прыжок и бревно), а также бронзу на брусьях разной высоты.

## 2015
В июне приняла участие в чемпионате Китая по спортивной гимнастике, где выиграла золото в вольных упражнениях и в опорном прыжке и серебро в многоборье, проиграв только Шан Чуньсун. Успехи на этом чемпионате позволили Ван пройти отбор в национальную сборную Китая на чемпионат мира по спортивной гимнастике в Глазго, где заняла второе место в командном первенстве.